# Михайлова Любов Іванівна
Любов Іванівна Михайлова (нар. 1 жовтня 1953, с. Зелений Гай Лебединського району Сумської області — пом. 8 травня 2021, м. Суми) — український науковець, економіст, доктор економічних наук (2004), професор (2005), Заслужений працівник освіти України.

## Біографія
Любов Михайлова народилася 1953 року в с. Зелений Гай на Лебединщині Сумської області. Після закінчення дев'яти класів середньої школи вступила до Сумського технікуму цукрової промисловості, який закінчила у 1972 році за спеціальністю «Технологія хлібопекарного виробництва».
Із 1972 по 1979 рр. працювала технологом, потім майстром, начальником цеху та інженером-технологом Харківського об'єднання хлібопекарної промисловості. У 1980 році вступила до Харківського сільськогосподарського інституту імені В. В. Докучаєва за спеціальністю «Економіка і організація сільськогосподарського виробництва».
У 1984 році закінчила Харківський сільсько–господарський інститут імені В. В. Докучаєва, де й працювала (нині Харківський аграрний університет): старшим лаборантом кафедри політичної економії (1985—1988 рр.) У 1988 році вступила до аспірантури кафедри економіки Харківського ДАУ імені В. В. Докучаєва. 1991 р. — захистила кандидатську дисертацію на здобуття наукового ступеня кандидата економічних наук за спеціальністю 08.00.05 — економіка, планування, організація управління народним господарством і його галузями (сільське господарство) на тему «Ефективність збалансованості елементів аграрного ресурсного потенціалу». Після цього була призначена старшим викладачем кафедри управління Харківського ДАУ ім. В. В. Докучаєва. 1993 року отримала вчене звання доцента, продовжуючи працювати на цій кафедрі.
У 1996 році переїхала до міста Суми, де почала працювати в Сумському аграрному університеті (нині Сумський національний аграрний університет) доцентом кафедри менеджменту в галузях АПК.
2002 року Любов Михайлова призначили завідувачем створеної нею кафедри менеджменту зовнішньо-економічної діяльності, водночас у 2005—2007 роках обіймала посаду проректора з наукової роботи. У 2007 році призначена завідувачем кафедри менеджменту зовнішньо-економічної діяльності та євроінтеграції.
У 2004 році Любов Михайлова захистила дисертацію на здобуття наукового ступеня доктора економічних наук за спеціальністю 08.07.02 — економіка сільського господарства і АПК на тему: «Формування та розвиток трудових ресурсів як складової капіталу АПК».
З 1 вересня 2019 року обіймала посаду професора кафедри менеджменту.
Померла 8 травня 2021 року в Сумах.

## Наукова діяльність
Наукові дослідження
- проблеми розвитку зовнішньо-економічної та інноваційної діяльності в аграрному секторі України у контексті різновекторності міжнародної співпраці та глобалізаційних викликів;
- науково-методологічні засади кадрового забезпечення АПК та розвитку сільських територій;
- розвиток людського капіталу в сільських регіонах;
- вдосконалення менеджменту аграрних підприємств;
- управління персоналом підприємств.

### Наукові праці
- Економічні основи формування людського капіталу в АПК. Суми, 2003;
- Людський капітал: формування та розвиток в сільських регіонах. К., 2008;
- Управління соціально-економічним розвитком сільських територій: наукові основи, стан і перспективи. Суми, 2010 (співавт.);
- Система національного менеджменту в контексті інтеграційного виміру. Суми, 2014 (співавт.);
- Нематеріальні активи в складі ресурсного потенціалу сільськогосподарських підприємств. Суми, 2015 (співавт.).

### Громадська діяльність
- головний редактор наукового збірника Сумського НАУ, серія «Економіка та менеджмент»;
- член редакційної ради Міжнародного науково-виробничого журналу «Економіка АПК» (Київ);
- член редакційної ради журналу економічного факультету Варшавського аграрного університету, серія «Туризм і регіональний розвиток» (Польща);
- член редакційної колегії Вісника Харківського НАУ імені В. В. Докучаєва «Економічні науки».